# Jan Tengnagel
Jan Tengnagel est un peintre néerlandais né à Amsterdam en 1584, inhumé le 23 mars 1635.
Jan Tengnagel fait partie d'un groupe d'artistes que l'on nomme les pré-rembranesques, c'est-à-dire les peintres avant Rembrandt, de sensibilité proche des débuts du maître :
- Pieter Lastman (1584-1633),
- Claes Cornelisz. Moyeart (1603-1660),
- Jacob Symonsz. Pynas (vers 1592-vers 1650),
- Jan Symonsz. Pynas (vers 1582-1631),
- François Venant (1591-1636).